# Diss (música)
Los términos diss, diss track, diss song, también beef o tiraera, se refieren a una canción cuyo propósito es atacar verbalmente a otra persona, generalmente a otro artista. Son, a menudo, el resultado de una disputa entre dos cantantes, por ejemplo, miembros o exmiembros de un grupo o artistas de sellos rivales.
El diss track se popularizaria con el hip hop, impulsado por el fenómeno de las rivalidades en el género, especialmente la rivalidad entre raperos de la Costa Oeste y la Costa Este de mediados de la década de 1990, en Estados Unidos. Más recientemente, famosos de otros géneros han adoptado el concepto.
Para la construcción de su argumento, los artistas incluyen referencias a eventos pasados y transgresiones. Los artistas que son objeto de un diss track suelen componer otro como respuesta. Es este tira y afloja asociado con una disputa lo que hace que este tipo de canciones sea particularmente viral.
En el mundo anglosajón, cuando un artista describe de manera negativa o despectiva a otra persona pero sin mencionar su identidad, se suele usar el término sneak diss, mientras que en el mundo hispanohablante se le suele referir como una indirecta o «tirar puyas».

## Historia

### Origen y ejemplos tempranos
Un ejemplo temprano fue «You Keep Her» (1962) de Joe Tex. Escribió la canción después de que su esposa lo dejara por el cantante de soul James Brown, quien luego rompió con ella y le escribió a Tex una carta diciéndole que podía recuperarla. Tex rechazó y ridiculizó esta oferta en su canción.
Después de que Lee "Scratch" Perry dejara al productor Coxsone Dodd, lanzó una canción llamada «Run for Cover» (1967) burlándose de él. Perry, en particular, tiene una larga historia de lanzamiento de pistas diss dirigidas a excolaboradores musicales. El sencillo musical «People Funny Boy» (1968) atacó a su exjefe Joe Gibbs agregando sonidos de un bebé llorando a la mezcla. En respuesta, el propio Gibbs lanzó una pista llamada «People Grudgeful» (1968). «Evil Tongues» (1978) de Perry estaba dirigida a The Congos y "«Judgement Inna Babylon» (1984) y «Satan Kicked the Bucket» (1988) a Chris Blackwell . Perry también atacó a Michael Jackson (con quien nunca había trabajado) en el tema «Freaky Michael» (2010).
John Lennon de los Beatles escribió "Sexy Sadie", una canción lanzada en el álbum de la banda de 1968 The Beatles, como una pista dirigida a Maharishi Mahesh Yogi, un gurú que sintió que había sido una decepción para ellos. La letra original estaba dirigida específicamente a él, pero a pedido de George Harrison, la letra se volvió más vaga.
"How Do You Sleep?" (1971) de Lennon, de su álbum en solitario Imagine, es otro ejemplo prototípico de una pista diss. Lennon tuvo la impresión de que la canción "Too Many People" de Ram (1971) de Paul McCartney era una indirecta hacia él, algo que McCartney admitió más tarde. Lennon pensó que otras canciones del álbum, como "3 Legs", contenían ataques similares, y la contraportada de Ram, que muestra un escarabajo ciervo montando a otro, ha sido descrita por McCartney como indicativo de cómo se sintió tratado por los otros miembros de los Beatles. Como resultado, "How Do You Sleep?" de Lennon se burló indirectamente de la maestría musical de McCartney. Si bien nunca se menciona a McCartney en la canción, las muchas referencias dejan en claro que él es el objetivo, particularmente en la letra "Lo único que hiciste fue ayer / Y desde que te fuiste eres solo otro día", siendo la primera letra una referencia a la canción de 1965 de The Beatles "Yesterday" y la segunda línea se refiere a la canción de 1971 de McCartney, "Another Day".
La pista de apertura del álbum de Queen A Night at the Opera, «Death on Two Legs (Dedicated to...)», es un excelente ejemplo de una pista diss de hard rock, dirigida al exmánager de la banda. Sex Pistols grabaron dos diss tracks, New York, dirigido a The New York Dolls, y EMI, dirigido a su antiguo sello discográfico EMI .
Wild Man Fischer escribió una canción llamada "Frank" en 1980, que estaba dirigida a su ex productor discográfico Frank Zappa, quien le permitió grabar su álbum debut An Evening with Wild Man Fischer (1969), pero luego rompió todo contacto cuando Fischer arrojó un biberón a la pequeña hija de Zappa y falló. El Dr. Demento una vez tocó "Frank" cuando Zappa era un invitado en su programa y, para su asombro, Zappa se puso absolutamente furioso cuando lo escuchó, incluso amenazó al locutor de radio con no volver a tocar esta canción en el aire.

### Primeras rivalidades del hip-hop
En la década de 1980, los diss track comenzaron a ocupar un lugar destacado en el género hip-hop. La primera pelea de hip-hop conocida o —beef "carne de res"— fue Roxanne Wars. Las guerras de Roxanne comenzaron en 1984 cuando Roxanne Shanté y Marley Marl lanzaron la canción "Roxanne's Revenge", una pista dirigida al trío UTFO "Roxanne's Revenge" fue un éxito rápido, lo que llevó a UTFO a componer una respuesta: unieron fuerzas con Elease Jack. y Adelaida Martínez, quien adoptó el nombre artístico de "The Real Roxanne", para lanzar una canción con ese nombre en 1985. Roxanne Shanté respondió poco después, y la enemistad se expandió rápidamente a partir de ahí, con muchos otros raperos escribiendo canciones que ampliaron el mito de Roxanne.
Otra disputa prominente del hip-hop de la década de 1980 fue The Bridge Wars, una disputa sobre el lugar de nacimiento del hip-hop. Marley Marl y MC Shan lanzaron la canción "The Bridge" en 1985, en la que afirmaban que el género se originó en Queensbridge . KRS-One y Boogie Down Productions respondieron con "South Bronx" en 1986, y la disputa siguió escalando, culminando con "The Bridge Is Over" de Boogie Down Productions en 1987.
También existieron rivalidades de menor escala durante este período: Craig Werner describe "duelos de ego interminables entre LL Cool J y Kool Moe Dee " durante la década de 1980.

### Era de la costa este frente a la costa oeste
La rivalidad entre el hip-hop de la costa este y la costa oeste llevó a una mayor popularidad de las pistas de diss de hip-hop. Esta disputa comenzó con la canción de 1991 del rapero del Bronx Tim Dog " Fuck Compton ", que expresaba su enojo por la preferencia de las compañías discográficas por los artistas de la costa oeste sobre los de la costa este. Esta canción provocó muchas respuestas, incluido el sencillo "Fuck Wit Dre Day" de Dr. Dre al año siguiente. "Fuck Wit Dre Day" también se destaca como una pista disidente que surgió de la ruptura del grupo NWA, tomando fotos del exmiembro del grupo Eazy-E. La ruptura de NWA también condujo a la diss track de Ice Cube "No Vaseline " en 1991.
La rivalidad entre la costa este y la costa oeste quedó ejemplificada por la disputa entre 2Pac y Notorious BIG, que comenzó después de que 2Pac interpretara la canción de Biggie " Who Shot Ya? " como una burla de su robo de 1994. Aunque tanto BIG como Puff Daddy negaron su participación y afirmaron que "¿Quién te disparó?" había sido grabado antes del robo, 2Pac, sin embargo, replicó en varias pistas, siendo la más famosa " Hit 'Em Up " en 1996.
Otra disputa importante de esta era fue la disputa entre Jay-Z y Nas a fines de la década de 1990 y principios de la de 2000. Jay-Z criticó a Nas (así como a Prodigy of Mobb Deep ) en la canción de 2001 " Takeover ", y Nas respondió más tarde ese año con "Ether". Ether, en particular, ha llegado a ser visto como un diss track "clásico", y provocó que "ether" surgiera como un término de la jerga que significa derrotar sin piedad a alguien en una batalla de rap.

### Renacimiento en línea
Las pistas diss resurgieron a fines de la década de 2010 cuando personalidades de plataformas fuera de la música, especialmente YouTubers, ingresaron al medio. Las pistas de Diss funcionaron especialmente bien en la plataforma, a menudo atrayendo decenas o cientos de millones de visitas, generando memes en Internet y generando millones de dólares en ingresos de AdSense para sus creadores. Los participantes notables en este movimiento incluyeron a Logan Paul, Jake Paul, RiceGum y KSI, siendo PewDiePie e IdubbzTV grandes creadores que se han involucrado en parodias de diss track.
En 2018, el YouTuber Jake Paul fue certificado platino por la RIAA por su tema "It's Everyday Bro",  y los YouTubers RiceGum y Alissa Violet fueron certificados platino por "It's Every Night Sis", el tema que hicieron en respuesta.

## Tiraera
El término para referirse generalmente a una pista diss en Latinoamérica es la palabra tiraera y es mayormente asociada a géneros  como el reguetón y rap. Este término es una versión coloquial de la palabra «tiradera», que en vocablo popular de Colombia, Puerto Rico y Panamá ―de acuerdo con el Diccionario de Americanismos de la Asociación de Academias de la Lengua Española― es una «burla con la que se mortifica a alguien».
El término se expandió a principio de la década del 2010 gracias a internet y la popularidad del reguetón, trasladado a términos musicales, tiraera se refiere a llevar este pleito a las rimas o los versos. Urban Dictionary define una tiraera puede ser un diss track contra otro artista, mismo que surge con el objetivo de faltarle el respeto a otro rapero.